# Puerta del Petacal
Puerta del Petacal es una localidad del estado mexicano de Jalisco. Es parte del municipio de Tolimán.

## Demografía
| Gráfica de evolución demográfica |
|                                  |

| Censo | Población |
| ----- | --------- |
| 1900  | 183       |
| 1910  | 189       |
| 1921  | —         |
| 1930  | 37        |
| 1940  | 128       |
| 1950  | 109       |
| 1960  | 125       |
| 1970  | 261       |
| 1980  | 277       |
| 1990  | 224       |
| 2000  | 257       |
| 2010  | 321       |
| 2020  | 1 147     |